# Херсонский пикинёрный полк

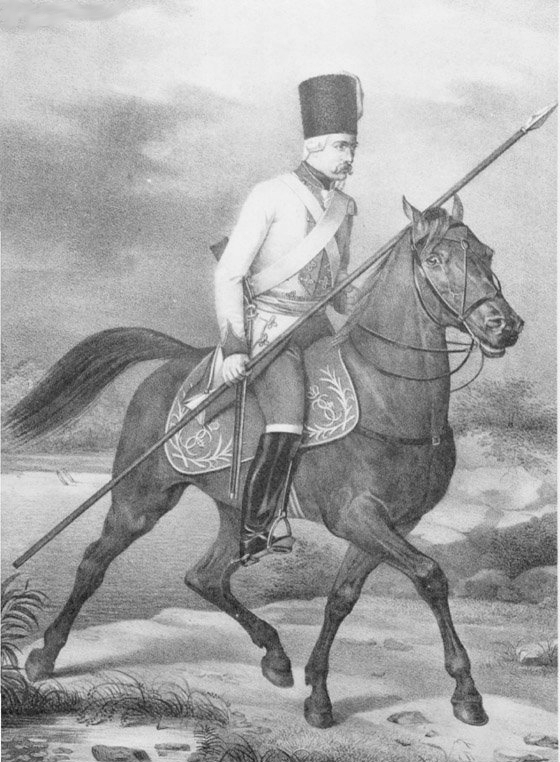
Кавалерист пикинёрных полков, 1764—1776 годов.

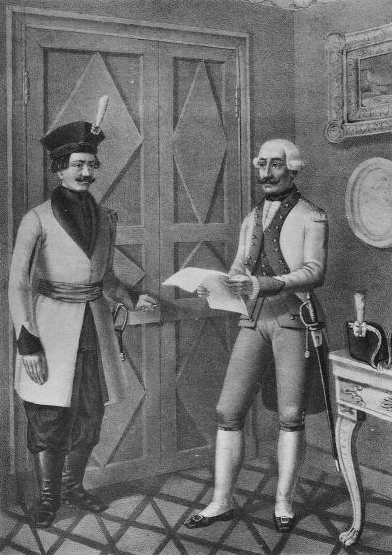
Рядовой Херсонского и обер-офицер Полтавского пикинёрных полков, с 1776 года по 1784 год.

Херсонский пикинёрный полк — поселенный конный полк Русской армии, вооружённый пиками, саблями и карабинами.
Пикинёрный полк 20-ротного состава был сформирован 24 декабря 1776 года в Новороссийской губернии и наименован Херсонским в честь Херсонеса Таврического, ещё находившегося под османской оккупацией во вновь созданной губернии. Пикинёры были обязаны нести постоянную военную службу, защищая Новороссию от набегов османов, перекопских и крымских татар. 28 июня 1783 года пикинёрный полк вошёл в состав Елисаветградского легкоконного.

## История
Полк сформирован 24 декабря 1776 года из числа поселённых в шанце Александр и других укреплениях (шанцах) в устье Днепра добровольцев — греков, бывших запорожских черкас, заднепровских казаков и крестьян, в составе 20 рот. Полку было установлено в 1776 году, при новом пикинёрном обмундировании, чёрное приборное сукно и жёлтый кушак (пояс).
Военно-земледельческие поселения, расселённые поро́тно, по укреплениям, в зависимости от местности, на расстоянии 6 — 8 вёрст, а в степной — 25 — 30 верст друг от друга. Каждое поселение для своей обороны должно было иметь маленькую крепостцу-шанец, по большей части в виде бастионного 4-угольника, по 100 саженей в каждой его стороне. Четверть каждой роты составляли пешие стрелки-фузилёры. Остальная часть — конные пикинёры, вооружённые пиками, саблями и карабинами.
Начиная с Первой турецкой войны, личный состав Херсонского пикинёрного принимал деятельное участие во всех войнах по защите народов на юго-западе России и возвращении территорий в XVIII веке и начале XIX века. В 1776 году полку назначен знамённый герб. 24 декабря 1776 года Высочайше утверждены новые штаты для пикинёрных полков Русской армии, в том числе и Херсонского, количество рот уменьшено до 6, введена новая форма одежды.
28 июня 1783 года, после присоединения Крыма к России, все пикинёрные полки Екатеринославской конницы были переформированы для формирования регулярной лёгкой конницы в Вооружённых силах Российской империи, и Херсонские пикинёры были соединены с Елисаветградскими для составления Елисаветградского легкоконного полка, а из Венгерского и Молдавского гусарских полков составлен Херсонский того же рода оружия.

## Знамённый герб
В 1775 году по заданию Военной коллегии был составлен новый (по сравнению со Знаменным гербовником Миниха) знаменный гербовник. Основную работу по составлению гербовника взял на себя герольдмейстер князь М. М. Щербатов. Поэтому гербовник получил в литературе название «Гербовник Щербатова». В Гербовнике содержались изображения 35 гербов для знамён русских полков, в том числе «Херсонского». В 1776 году был назначен знамённый герб для полка — щит, в красном поле, на зелёной земле, золотый крест (осьмиконечный).

## Форма одежды

### 1776 года
Установлено обмундирование казачьего образца:
- верхний кафтан, из белого сукна, с отвороченным верхом, цвета полка (чёрного), с рукавами закидывающимися за спину;
- нижний полукафтан из сукна цвета полка (чёрного);
- суконные цветные шаровары;
- стамедный пояс (жёлтого стамеда — шерстяная ткань диагонального переплетения) или кушак;
- короткие сапоги, чёрного цвета, с прибивными шпорами, и низкая, четвероугольная шапка, из цветного сукна, с околышем из чёрной смушки;
- чепраки переменены на овчинные, чёрные, выделанные шерстью вверх, с суконною, узкою обшивкой.

## Командир
Полковой полевой командир (командир полка):
- И. М. Синельников, подполковник (пожалован 27.10.1775 года), бригадир (1783 год)[7]